# Midori (zespół muzyczny)
Midori (jap. ミドリ) – japońska grupa wykonująca muzykę z pogranicza jazzu i punku. Zespół powstał w 2003 w Osace.

## Muzycy
- Mariko Gotō (jap. 後藤まりこ) – wokal, gitara
- Hajime (jap. ハジメ) – klawisze
- Yoshitaka Kozeni (jap. 小銭喜剛) – perkusja
- Keigo Iwami (jap. 岩見のとっつあん) – gitara basowa

## Dyskografia

### Albumy studyjne
- First (jap. ファースト Fāsuto) (25.11.2005)
- Second♥ (jap. セカンド♥ Sekando♥) (04.04.2007)
- Shimizu (jap. 清水) (21.11.2007)
- Aratame mashite, hajime mashite, Midori desu. (jap. あらためまして、はじめまして、ミドリです。) (14.05.2008)
- Live!! (jap. ライヴ!! Raibu!!) (2008)
- shinsekai (19.05.2010)

### Inne albumy
- First (jap. ファースト Fāsuto) (demo; 2003)
- Second (jap. セカンド Sekando) (demo; 2005)
- Live!! (jap. ライヴ!! Raibu!!) (album koncertowy; 15.11.2008)

### Single
- swing (18.03.2009)